# Луций Тарквиний Коллатин
Луций Тарквиний Коллатин (лат. Lucius Tarquinius Collatinus; VI век до н. э.) — древнеримский военачальник и политический деятель из царского дома Тарквиниев. Источники называют его одним из руководителей восстания, приведшего к установлению республики, и одним из двух первых консулов.

## Происхождение
Луций Тарквиний был сыном Эгерия и внуком Аррунта, брата Тарквиния Древнего, пятого царя Рима. Соответственно Тарквинию Гордому он приходился двоюродным племянником.

## Биография
В 509 году до н. э. во время осады Ардеи на пиру у старшего сына царя Секста Тарквиния произошёл спор о достоинствах жен пирующих. Чтобы его разрешить, спорщики вскочили на коней и отправились по очереди в дом каждого. Только жену Коллатина Лукрецию застали за работой, в то время как жены остальных предавались забавам в кругу сверстниц. На следующий вечер Секст вернулся в дом своего родича. Ночью, угрожая женщине оружием, он обесчестил её, после чего скрылся. Лукреция послала гонца к отцу Спурию Лукрецию Триципитину и мужу. Когда они прибыли в сопровождении Луция Юния Брута и Публия Валерия, она рассказала им о произошедшем и покончила с собой. Тело Лукреции вынесли на улицы, демонстрируя преступление царской власти. Подняв народ в Коллации, восставшие устремляются в Рим. Там они также воодушевляют народ на борьбу, после чего принимается решение об изгнании царя.
Первыми консулами республики были избраны Луций Юний Брут и Луций Тарквиний Коллатин. Но вскорости народ стал тяготиться именем Тарквиния, поскольку тот принадлежал к царскому дому. Дабы не стать жертвой народного раздражения и вняв увещеваниям друзей, Коллатин добровольно отправился в изгнание в Лавиний. Вместо него консулом стал Публий Валерий Публикола.